# الاموریو (کالیفرنیا)
الاموریو، کالیفرنیا (به انگلیسی: Alamorio, California) یک محدوده ثبت‌نشده در ایالات متحده آمریکا است که در شهرستان ایمپریال، کالیفرنیا واقع شده‌است.

## خصوصیات
الاموریو -۴۰ متر بالاتر از سطح دریا واقع شده‌است.